# Fritillaria pacifica
Fritillaria pacifica är en ryggsträngsdjursart som beskrevs av Takasi Tokioka 1958. Fritillaria pacifica ingår i släktet Fritillaria och familjen bägargroddar. Inga underarter finns listade i Catalogue of Life.